# Kwame Brown
Kwame Hasani Brown (Charleston, 10 marzo 1982) è un ex cestista statunitense, professionista nella NBA.
È stato la prima scelta assoluta del draft NBA del 2001 per i Washington Wizards, primo giocatore di high-school a raggiungere questo traguardo.

## Carriera

### High school
Brown era considerato dalla maggioranza il migliore giocatore all'high school della sua età, che includeva anche giocatori esterni come Eddy Curry e Tyson Chandler. All'ultimo anno è stato l'"High School player of the Year", ossia il giocatore dell'anno nelle high school, in Georgia. Brown nel suo ultimo anno nella storica Glynn Academy (situata a Brunswick, Georgia) è diventato il miglior rimbalzista (1.235) e stoppatore (605) di sempre dell'high school, oltre al secondo miglior realizzatore di sempre ed è stato inserito nel 2001 McDonald's All-American Team.

### NBA

#### Washington Wizards
Inizialmente Brown mandò una lettera per esprimere l'intento di giocare per la University of Florida, poi dopo si dichiarò eleggibile per il draft NBA del 2001. I Washington Wizards, il cui presidente era Michael Jordan, decisero di spendere la loro prima scelta assoluta per lui, divenendo il primo team di sempre ad aver selezionato un giocatore proveniente dall'high school con la prima scelta assoluta. In più, le aspettative su Brown crebbero per il fatto che era Jordan, ritenuto il più grande cestista mai esistito, ad averlo scelto. Mentre seguiva un lavoro nel pre-draft con i Wizards, è stato riportato che Brown avrebbe detto a Jordan o all'allora coach dei Wizards, Doug Collins, "Se mi scegli nel draft, non te ne pentirai mai".
Forse come risultato della pubblicità e delle molte aspettative, la stagione da rookie di Brown fu affrontata con una mancanza di maturità nonostante la critica sia dei media che di Jordan. Nel suo anno da rookie, Brown ebbe la media di 4,5 punti e 3,5 rimbalzi a partita e fu largamente considerato un fallimento.
Comunque i Wizards credettero nel potenziale di Brown. Nella sua seconda stagione da protagonista, Brown si fece vedere di più nella lega. Giocò 20 partite su 80 da titolare e il minutaggio si raddoppiò. Sfortunatamente, Brown migliorò solo di poco, registrando le medie di 7,4 punti e 5,3 rimbalzi a partita. Nella terza stagione, Brown continuò a migliorare, con il suo career high di media sia per punti (10,9) che per rimbalzi (7,4). E dimostrò tutto il suo potenziale in una partita contro i Sacramento Kings, in cui firmò 30 punti, catturando ben 19 rimbalzi.

#### Divergenze
Dopo i suoi primi tre anni a Washington, il futuro di Brown con i Wizards apparve in dubbio, quando rifiutò un contratto di cinque anni a 30 milioni di dollari, decidendo invece di provare a essere un giocatore libero (free agent) allorché il suo contratto fosse finito dopo la stagione. Nella sua quarta stagione, Brown ebbe un sensibile regresso nel suo miglioramento e fu limitato a sole 42 partite giocate a causa di infortuni. Il suo punteggio più alto in una partita fu di soli 19 punti, pochi rispetto ai 30 della stagione precedente, ed ebbe la media di soli 7,0 punti a partita. Poi nella stagione, le critiche crebbero; entrò in conflitto con Gilbert Arenas, un compagno di squadra, e il suo allenatore Eddie Jordan. La stampa locale fece poco per aiutare la situazione, e divenne sempre meno popolare con i fan.
Durante il primo turno degli NBA Playoffs del 2005, contro i Chicago Bulls, i Wizards prima del loro esordio nella serie girarono un video, in cui Arenas diceva ai sostenitori di non fischiare Brown al suo ingresso. I fan ubbidirono, sebbene Brown giocò solo quattro minuti nella partita. In pochi giorni dopo la gara Brown saltò un allenamento e una sessione di tiro, e anche la partita successiva, dichiarando che avrebbe fatto a pugni con Arenas se fosse entrato sul campo. Poi saltò un altro allenamento, ufficialmente per un mal di stomaco, ma più tardi nella nottata fu visto in un ristorante cinese. I Wizards risposero sospendendo Brown per il resto dei play-off.

#### Los Angeles Lakers
Il 2 agosto 2005, Brown e Laron Profit furono scambiati con i Lakers per Caron Butler e Chucky Atkins. Questo scambio fu eseguito con alcuni dubbi dei fan dei Lakers a cui non piaceva il comportamento negativo di Brown e fu etichettato dalla lega "in costruzione". Ciò si rivelò all'inizio della stagione quando realizzò mediamente 6 punti e 6 rimbalzi scarsi.
Il 26 dicembre 2005, giocò la sua prima partita al "Washington Wizards' MCI Center" (oggi conosciuto come "Verizon Center") come giocatore dei Lakers. Tutta la folla del tutto esaurito, ben 20.173 fan, lo fischiarono pesantemente al suo ingresso e ogni qualvolta toccava il pallone. Nel secondo quarto, Brown stava guardando da un'altra parte quando il compagno di squadra Sasha Vujacic gli fece un passaggio. Il pallone rimbalzò sulla sua testa e cadde direttamente fuori dal campo, la cui cosa fu accolta con acclamazione della folla. Brown definì "debole" l'accoglienza e fece uso della logica secondo cui "loro starebbero acclamando che io me ne sono andato." I Wizards vinsero per 94-91.
Con Butler che è diventato un All-Star a Washington e Kwame Brown che non otteneva ancora niente a Los Angeles, lo scambio Butler-per-Brown è stato spesso visto come un incredibile errore. Il reporter Ivan Carter del Washington Post dichiaro' di aver sentito un reporter di L.A. domandare a Phil Jackson se l'affare Butler-Brown fosse uno "scambio che era stato utile per entrambe le squadre?" Descrisse l'espressione sul volto di Jackson di valore inestimabile.

#### Nel ruolo di centro
Quando il centro dei Lakers Chris Mihm subì un infortunio del ginocchio che lo avrebbe tenuto fuori tutta la stagione il 12 marzo 2006, Brown assunse la posizione di pivot titolare. Nel suo periodo da centro, portò le sue medie da 6,1 punti e 6,3 rimbalzi a 12,3 punti e 9,1 rimbalzi guadagnando il posto da titolare nei Lakers in tutte le partite dei play-off. La sorprendente consistenza che Brown aveva mostrato da centro spinse Phil Jackson a dare a Brown il ruolo di centro titolare nella stagione 2006-07. Brown si infortunò all'inizio della stagione e anche Mihm era fuori con un infortunio per tutta la stagione, così il loro posto da centro fu dato al giovane Andrew Bynum. Dopo aver giocato la maggioranza del tempo da centro nonostante il ruolo da panchinaro, egli ottenne il posto da titolare all'inizio di dicembre.

#### Il passaggio ai Grizzlies e poi ai Pistons
Il 1º febbraio 2008 è passato dai Lakers ai Grizzlies in cambio di Pau Gasol; Memphis, oltre al centro losangelino ha inoltre ricevuto Aaron McKie, Javaris Crittenton, le due scelte gialloviola nei Draft 2008 e 2010 e i diritti su Marc Gasol, fratello di Pau, scelto nel Draft 2008 dai Lakers ma rimasto ancora a giocare un anno in Spagna, nel CB Girona. L'opinionista di ESPN Stephen A. Smith commentò la cessione di Brown come un evento per il quale Los Angeles avrebbe dovuto festeggiare, aggiungendo impietose considerazioni sul valore cestistico della prima scelta del 2001, tra le quali un sonoro "he can't play!"
Nonostante provenga da alcune stagioni deludenti, nel luglio 2008 firma per i Detroit Pistons, una delle migliori squadre NBA.

#### Charlotte Bobcats
Il 23 agosto 2010 firma un contratto annuale al minimo salariale con i Charlotte Bobcats: si riunisce così con Michael Jordan che lo aveva scelto ai tempi dei Wizards.

#### Golden State Warriors
Il 13 dicembre 2011 firma un contratto annuale da 7 milioni con i Golden State Warriors ma dopo solo nove partite si infortuna ai muscoli addominali e deve saltare il resto della stagione.

#### Milwaukee Bucks
Il 13 marzo 2012, Brown, insieme a Monta Ellis ed Ekpe Udoh, fu scambiato ai Milwaukee Bucks in cambio di Andrew Bogut e Stephen Jackson. Brown non ha mai giocato una partita per i Bucks

#### Philadelphia 76ers
Il 20 luglio 2012, Brown ha firmato un contratto di due anni per quasi $ 6 milioni con i Philadelphia 76ers. Dopo aver subito uno stiramento al legamento del ginocchio destro nel settembre 2013, Brown si è ritirato dal roster ufficiale il 20 novembre prima di giocare alla prima partita di regular season della stagione 2013-2014.

#### Partecipazione al BIG3 e arresto
Dopo essersi ritirato dal basket professionistico per tre anni, Brown ha firmato con l'agenzia di giocatori Interperformances il 22 agosto 2016, in un tentativo di ritorno al basket professionistico.
Il 30 aprile 2017, è stato la quinta scelta assoluta nel draft inaugurale del campionato di basket BIG3. Nel campionato BIG3 Brown ha giocato per i 3 Headed Monsters,  insieme a Eddie Basden, Jason Williams, Mahmoud Abdul-Rauf e Rashard Lewis . I 3 Headed Monsters sono arrivati in finale e hanno perso la finale con i Trilogy 51–46.
Il 31 marzo 2019 è stato arrestato dalla polizia per possesso di marijuana. È stato detenuto per quattro ore e poi rilasciato.

## Controversie

### Accuse di stupro
Brown era indagato per un'accusa di stupro dal Dipartimento di Polizia di Los Angeles nel 2006. Una donna disse di essere stata assalita sessualmente da Brown dopo gara-3 del primo turno dei play-off della Western Conference contro i Phoenix Suns. Poi è stato scagionato da tutte le accuse l'11 luglio 2006 dal Tribunale del Distretto di Los Angeles.

### Incidente con la torta
Secondo un documento della polizia, la notte di sabato 13 gennaio 2007, Kwame Brown è stato accusato da un uomo per avergli gettato addosso una torta. L'uomo disse che stava portando una torta di cioccolato di 60 centimetri per lato per la strada a Hermosa Beach, in California, quando notò il compagno di squadra di Brown, Ronny Turiaf, che acconsentì a fare una foto con lui. I Lakers erano fuori per festeggiare il compleanno di Turiaf quando poi arrivò sul luogo Brown che afferrò la torta e la gettò sulla schiena dell'uomo. Questi non seppe riferire alcuna ragione per l'accaduto nel documento. Disse che Brown stava al momento tentando di gettarla a Turiaf per scherzo, credendo che la torta fosse sua, ma lo mancò. I Lakers stavano festeggiando il compleanno di Ronny. Poi se ne andarono, con Brown che si allontanò in una limousine. Un caso di "grande scambio di persona" fu presentato dagli investigatori al tribunale cittadino, e Brown non fu perseguito legalmente. Secondo una fonte, Brown più tardi ricompensò l'uomo offrendogli la cena all'Arena Club nello Staples Center.

## Statistiche

### NBA

#### Regular Season
| Anno      | Squadra            | PG  | PT  | MP   | TC%  | 3P%  | TL%  | RP  | AP  | PRP | SP  | PP   |
| --------- | ------------------ | --- | --- | ---- | ---- | ---- | ---- | --- | --- | --- | --- | ---- |
| 2001-2002 | Wash. Wizards      | 57  | 3   | 14,3 | 38,7 | 0,0  | 70,7 | 3,5 | 0,8 | 0,3 | 0,5 | 4,5  |
| 2002-2003 | Wash. Wizards      | 80  | 20  | 22,2 | 44,6 | 0,0  | 66,8 | 5,3 | 0,7 | 0,6 | 1,0 | 7,4  |
| 2003-2004 | Wash. Wizards      | 74  | 57  | 30,3 | 48,9 | 50,0 | 68,3 | 7,4 | 1,5 | 0,9 | 0,7 | 10,9 |
| 2004-2005 | Wash. Wizards      | 42  | 14  | 21,6 | 46,0 | 0,0  | 57,4 | 4,9 | 0,9 | 0,6 | 0,4 | 7,0  |
| 2005-2006 | L.A. Lakers        | 72  | 49  | 27,5 | 52,6 | 0,0  | 54,5 | 6,6 | 1,0 | 0,4 | 0,6 | 7,4  |
| 2006-2007 | L.A. Lakers        | 41  | 28  | 27,6 | 59,1 | 0,0  | 44,0 | 6,0 | 1,8 | 1,0 | 1,2 | 8,4  |
| 2007-2008 | L.A. Lakers        | 23  | 14  | 22,1 | 51,5 | 0,0  | 40,6 | 5,7 | 1,2 | 0,7 | 0,8 | 5,7  |
| 2007-2008 | Memphis Grizzlies  | 15  | 1   | 13,6 | 48,7 | 0,0  | 41,2 | 3,8 | 1,1 | 0,4 | 0,3 | 3,5  |
| 2008-2009 | Detroit Pistons    | 58  | 30  | 17,2 | 53,3 | 0,0  | 51,6 | 5,0 | 0,6 | 0,4 | 0,4 | 4,2  |
| 2009-2010 | Detroit Pistons    | 48  | 1   | 13,8 | 50,0 | 0,0  | 33,7 | 3,7 | 0,5 | 0,3 | 0,3 | 3,3  |
| 2010-2011 | Charlotte Bobcats  | 66  | 50  | 26,0 | 51,7 | 0,0  | 58,9 | 6,8 | 0,7 | 0,4 | 0,6 | 7,9  |
| 2011-2012 | G.S. Warriors      | 9   | 3   | 20,8 | 52,5 | 0,0  | 44,1 | 6,3 | 0,4 | 0,9 | 0,0 | 6,3  |
| 2012-2013 | Philadelphia 76ers | 22  | 11  | 12,2 | 45,9 | 0,0  | 36,8 | 3,4 | 0,4 | 0,3 | 0,5 | 1,9  |
| Carriera  | Carriera           | 607 | 281 | 22,1 | 49,2 | 11,1 | 57,0 | 5,5 | 0,9 | 0,5 | 0,6 | 6,6  |

#### Play-off
| Anno     | Squadra         | PG | PT | MP   | TC%  | 3P% | TL%  | RP  | AP  | PRP | SP  | PP   |
| -------- | --------------- | -- | -- | ---- | ---- | --- | ---- | --- | --- | --- | --- | ---- |
| 2005     | Wash. Wizards   | 3  | 0  | 20,0 | 38,5 | 0,0 | 55,6 | 5,0 | 1,0 | 0,0 | 0,7 | 5,0  |
| 2006     | L.A. Lakers     | 7  | 7  | 32,1 | 52,3 | 0,0 | 71,0 | 6,6 | 1,0 | 0,3 | 0,9 | 12,9 |
| 2007     | L.A. Lakers     | 5  | 5  | 26,6 | 52,8 | 0,0 | 55,6 | 5,6 | 0,2 | 0,2 | 0,8 | 8,6  |
| 2009     | Detroit Pistons | 3  | 0  | 16,0 | 37,5 | 0,0 | 75,0 | 5,0 | 0,0 | 0,0 | 1,0 | 3,0  |
| Carriera | Carriera        | 18 | 12 | 25,9 | 50,0 | 0,0 | 66,0 | 5,8 | 0,6 | 0,2 | 0,8 | 8,7  |

#### Massimi in carriera
- Massimo di punti: 30 vs Sacramento Kings (17 marzo 2004)[14]
- Massimo di rimbalzi: 19 vs Sacramento Kings (17 marzo 2004)
- Massimo di assist: 7 vs Atlanta Hawks (8 dicembre 2006)
- Massimo di palle rubate: 5 vs Memphis Grizzlies (15 marzo 2009)
- Massimo di stoppate: 6 vs Boston Celtics (31 ottobre 2002)
- Massimo di tiri liberi: 9 (2 volte)

## Palmarès
- McDonald's All-American Game (2001)